# Goldregen (Film)
Der Film Goldregen des Regisseurs Søren Kragh-Jacobsen ist ein dänischer Kinder- und Kriminalfilm aus dem Jahr 1988 nach einem Roman von Anders Bodelsen.

## Handlung
Die vier Freunde Nanna, Karen, Lasse und Jørn finden im Wald eine Geldkassette mit 811.000 Dänischen Kronen. Aufgeregt überlegen die Kinder, was man mit dem ganzen Geld alles machen könnte. Es stellt sich bald heraus, dass das Geld von einem Postüberfall aus dem nahen Naerum stammt. Daher beschließen sie zunächst abzuwarten und verstecken das Geld.
Da Nanna ihren Büchereiausweis an der Stelle verloren hat, an der der Räuber das Geld ursprünglich versteckt hatte, kommt dieser den Kindern schnell auf die Spur. Bald befinden sich die vier Freunde in einem Katz-und-Maus-Spiel, als ein geheimnisvoller Mann mit Schirmbrille – der Räuber – Jagd auf die Kinder macht und die sehbehinderte Karen entführt.
Die Kinder wenden sich an die Polizei. Doch die glaubt den Kindern nicht. Und so entschließen sich diese, den Fall selbst zu lösen. Nach einigen Verwicklungen gelingt es den Freunden schließlich, den Räuber zu stellen und Karen zu befreien.

## Kritik
„Eine spannende abenteuerliche Kriminalgeschichte für Kinder, temporeich und stilsicher, unterhaltsam und humorvoll, glänzend gespielt und inszeniert.“